# Schizaphis longicornis
Schizaphis longicornis är en insektsart som först beskrevs av Richards 1961.  Schizaphis longicornis ingår i släktet Schizaphis och familjen långrörsbladlöss. Inga underarter finns listade i Catalogue of Life.